# Székács-Schönberger István
Székács-Schönberger István (Budapest, 1907. november 27. – Budapest, 1999. március 18.) orvos, pszichoanalitikus. 
Orvosi és természettudományos képzettségével tudományos kutatásokat végzett, ugyanakkor pszichoanalitikus kiképzésben is részesült igen neves professzorok által. Ez a kettős érdeklődés vezette a lelki élet fiziológiájának természettudományos kutatásához

## Életpályája
Schönberger Gyula (1875–1934) belgyógyász és Singer Ilona (1883–1965) első gyermekeként született. A Barcsay utcai gimnáziumban érettségizett. Tanulmányait a Magyar Királyi Pázmány Péter Tudományegyetemen végezte, ahol 1932-ben orvosdoktori oklevelet szerzett. 1932-ben a Bölcsészettudományi karon fizika és kémia tanulmányokat kezdett, de három félév után apja halála miatt abba kellett hagynia. 
1927–1935 között az egyetem Élet- és Kórvegytani Intézetében tudományos kutatómunkát végzett Hári Pál professzor vezetése alatt. 1932–1938 között Róheim Géza pszichoanalitikusnál folytatta pszichoanalitikusi kiképzését. 1939-ben a Magyarországi Pszichoanalitikus Egyesület székfoglaló előadása alapján tagjává választotta. 
A második világháború alatt származása miatt munkaszolgálatra vitték, s távollétében a felesége egy fiúgyermeknek adott életet.  
1946-ban kiképző analitikusi státust nyert. 1950–53 között az MTA Biokémiai Intézetének osztályvezetője. 
1953-ban a Péter Gábor elleni koncepciós per előkészítése során őt is letartóztatták, és nyolc hónapig vizsgálati fogságban volt. Szabadulása után 1953-ban az Országos Közegészségügyi Intézet Vírusosztályának főmunkatársaként megbízták az intézet biokémiai és izotóp osztályának megszervezésével, melynek 1970-es nyugdíjaztatásáig vezetője volt. 1970-től orvosok és pszichológusok pszichoanalitikussá való kiképzését végezte 1999-ben bekövetkezett haláláig. 
Első felesége Dénes Anna (1906–1984) kémikus volt, Dénes Lajos és Kolozs Regina lánya, akivel 1937. március 22-én kötött házasságot. Második házastársa Cathy Michel (Székács Kati) szobrászművész volt.
A Kozma utcai izraelita temetőben nyugszik (1B-5-5).

## Kapcsolata a pszichoanalízissel
Analitikusa, mestere Róheim Géza, akit az 1910-től kibontakozó hazai és nemzetközi pszichoanalitikus mozgalom kulcsfigurája Ferenczi Sándor képzett ki. A pszichoanalízis budapesti iskolájának hagyományai alapján tevékenykedő pszichoanalitikus volt. Haynal André írása történeti kontextusba helyezi el a "budapesti iskolát", amelynek hagyományait Székács István is követte. 
Az 1970-es évektől kezdve egyszemélyes analitikus kiképző programot működtetett. Emlékezetes szombat délelőtti szemináriumán tanítványai már megismerkedhettek a Freud utáni modern pszichoanalízissel, a tárgykapcsolati szemlélettel. Kifejezetten érdekelte az onkopszichológia. Az e területen dolgozó szakemberek számára bevezette az intenzív szupervíziót.

## Szervezeti tagságai
- Magyar Pszichológiai Társaság (MPT) tagja 1939-től 1949. évi megszűnéséig, majd újra tag 1983-tól
- Nemzetközi Pszichoanalítikus Egyesület (IPA) tagja
- Magyar Pszichoanalitikus Egyesület[5] (MPE) tagja

## Publikációi
- Morphin és származékai valamint néhány társalkaloidája reactiói. Doktori értekezés; Szegedi Új Nemzedék, Szeged, 1931 (Közlemény a Szegedi M. Kir. Ferencz József-Tudományegyetem Gyógyszerészeti Intézete és egyetemi gyógyszertára laboratóriumából)
- A dream of Descartes. International Journal of Psycho-Analysis, 20:43-57, 1939
- A clinical contribution to the nightmare syndrome. Psychoanalytic Review 33: 44-70, 1946
- Disorders of the Ego in Wartime. British Journal of Medical Psychology Vol.21.1948, 248-253
- Transparency, Creativity and Interpretation. International Review of Psycho-Analysis, 14, 1987
- Pszichoanalízis és természettudomány; ford. Cserne István et al.; Párbeszéd, Budapest, 1991 (Párbeszéd könyvek) ISBN 963-7976-03-5
- Egy zsidó polgár gyermekkora. Analitikus háttérrel; tan. Hárs György Péter, utószó, jegyz. Kőbányai János írta; Múlt és Jövő, Budapest, 2007 (Múlt és Jövő életrajzok)
- Schönberger István (1947): A feltételes reflexek tana és a mélylélektan [The doctrine of conditioned reflexes and depth psychology]. Orvosok Lapja, 3, 1226-1230